# Канклини, Маринелла
Маринелла Канклини (род. 27 февраля 1974, Бормио, Италия) — итальянская шорт-трекистка. Она дебютировала в составе национальной сборной в 1989 году и приняла участие в Олимпийских игр 1992, 1994, 1998, 2002 годов, но не смогла завоевать медали. Однако в одном из своих забегов на дистанции 500 метров в 1992 году она установила олимпийский рекорд — 47,00 с. Трёхкратная чемпионка мира 1994 года на дистанции 500 метров и 1996 года в зстафете и 1000 метров.
Маринелла Канклини была одной из лучших итальянских конькобежцев в шорт-треке. 12-кратная чемпионка Европы, в том числе трехкратная в многоборье.
На Чемпионате Европы в Оберсдорфе в 1999 году установила мировой рекорд на дистанции 500 метров — 44,62 с.
В 2000 году Канклини ушла из спорта, но через короткое время вернулась. Однако после Олимпийских игр 2002 года окончательно ушла.

## Личная жизнь
В настоящий момент Канклини живёт в Бормио, у неё двое детей.